# Xã Bois D'Arc, Quận Montgomery, Illinois
Xã Bois D'Arc (tiếng Anh: Bois D'Arc Township) là một xã thuộc quận Montgomery, tiểu bang Illinois, Hoa Kỳ. Năm 2010, dân số của xã này là 956 người.